# Pedro Luis de Borja Llançol de Romaní
Pedro Luis de Borja Llançol de Romaní, španski rimskokatoliški duhovnik, nadškof in kardinal, * ?, † 14. oktober 1511, Valencia.
29. julija 1500 je bil imenovan za nadškofa Valencie; položaj je zasedel 29. avgusta istega leta. Papež Aleksander VI. ga je izvolil za kardinala in pectore 20. marca 1500, a objavil njegovo ime 28. septembra 1500.